# Der Majoratsherr
Der Majoratsherr ist ein 1943 entstandenes deutsches Filmmelodram von Hans Deppe mit Willy Birgel in der Titelrolle. Weitere Hauptrollen spielen Viktoria von Ballasko, Anneliese Uhlig und Harry Liedtke. Der Film basiert auf der Novelle Der Majoratsherr von Halleborg des schwedischen Schriftstellers Alfred von Hedenstjerna aus dem Jahr 1895.

## Handlung
Baron Bernhard von Halleborg glaubt sich als glücklicher Mann, denn demnächst plant er die deutlich jüngere, attraktive und elegante Opernsängerin Julia Dahl zu ehelichen. Alles ist schon fest geplant, die Hochzeitsgäste bestellt und die Feier in Vorbereitung, da erreicht den Majoratsherr eine schreckliche Nachricht: Seine Braut ist bei einem Reitunfall ums Leben gekommen. Für den mittelalten Adeligen bricht eine Welt zusammen: Er will niemanden mehr sehen, kümmert sich nicht mehr um sein Gut und schließt sich vor allen Menschen ein. An die Liebe kann er nicht mehr glauben, all sein Streben galt einer glücklichen Ehe mit der geliebten Julia. Diese Haltung birgt eine große Gefahr, denn gemäß den Majoratsbestimmungen muss Halleborg, wenn er seinen Besitz nicht verlieren will, vor der Vollendung seines 45. Geburtstags verheiratet sein. Selbst dieser Umstand scheint dem seelisch gebrochenen Mann herzlich egal zu sein, doch als der Majoratsherr erfährt, dass der dann an seine Stelle tretende künftige Herr des Gutes, der ebenso faule wie nichtsnutzige und egoistische Neffe Oskar sein Nachfolger antreten würde, wird Baron von Halleborg hellhörig.
Der Majoratsherr wird sich nun endlich seiner Verantwortung bewusst, die er für das Gut und all die dort arbeitenden Männer und Frauen hat. Oskar und dessen Frau Cilli planen nämlich, das Gut von Grund auf umzukrempeln. Viele der langjährigen Angestellten würden ihre Stellung verlieren, da drastische Einsparungsmaßnahmen geplant seien. Baron Halleborg könnte diesen Umstand verhindern, doch eine Vernunftsehe, die der Königsweg aus diesem Dilemma bedeuten würde, lehnt er ab. Zum selben Zeitpunkt steht dem benachbarten Gutsherr von Linden finanziell betrachtet das Wasser bis zum Hals. Der über reichlich Mittel verfügende Majoratsherr macht ihm daher den Vorschlag, dessen Gut zu kaufen. Entrüstet weist der verarmte Landadelige Halleborg seines Grundstücks. Lindens Tochter Amelie bittet Halleborg zu sich. Sie ist schwer lungenkrank und hat, nach Aussage der Ärzte, nur noch wenige Monate zu leben. Amelie macht dem Nachbarn den Vorschlag, sie zu heiraten; daraus könnten alle Seiten ihren Nutzen ziehen. Dass Amelie Baron Halleborg schon seit langem heimlich liebt, weiß dieser nicht. Obwohl er wie bekannt von derlei Arrangements nichts hält, geht von Halleborg dennoch auf den Vorschlag ein, denn sein bisheriger Starrsinn in dieser Angelegenheit hat bislang zu nichts geführt, und Oskar das Gut zu überlassen, würde ihm das Herz brechen.
Amelie und Bernhard heiraten, und man beschließt, zwar eine Vernunftsehe zu führen, aber eine, die aus gegenseitigen Respekt und Vertrauen gespeist wird. Tatsächlich gehen die beiden Eheleute distanziert aber höflich miteinander um, und die anämische Amelie erweist sich als liebenswürdige und freundliche Gutsherrin. Ihr Gesundheitszustand verschlechtert sich jedoch kontinuierlich, und die konsultierten Ärzte glauben, dass es mit Amelie bald zu Ende gehen werde. An Halleborgs 45. Geburtstag verliert Amelie das Bewusstsein. Der Majoratsherr bemerkt, dass ihm seine Frau im Laufe der Wochen und Monate nicht egal geblieben ist und beginnt nun seinerseits, um das Leben seiner Gattin zu kämpfen. Er schlägt eine Kur vor, und tatsächlich erholt sich Amelie im Bergsanatorium zusehends. Sie scheint vollkommen gesundet, als sie auf Gut Halleborg heimkehrt. Fast ein wenig mit schlechtem Gewissen, dann Amelies Teil des Deals war es, ihrem Gatten nicht lange zur Last zu fallen. Bernhard von Halleborg ist tatsächlich ein wenig verwundert über ihren blendenden Zustand, aber dennoch überwiegt die Freude. Amelie bleibt jedoch verunsichert, denn sie glaubt nicht, dass ihr Gatte sie jemals so sehr lieben werde wie er Julia liebte. Und deshalb gibt Amelie ihren Mann frei, doch der will auf Amelie nicht mehr verzichten. Sein Herz hat genug Platz für eine zweite große Liebe in seinem Leben.

## Produktionsnotizen
Die Dreharbeiten zu Der Majoratsherr begannen am 14. Mai 1943 und endeten im September desselben Jahres. Gedreht wurde in Pommern, Mecklenburg und in Ramsau bei Berchtesgaden. Der Film wurde am 26. Mai 1944 in Schwerin uraufgeführt und feierte am 6. Juni 1944 in drei Kinos seine Berliner Premiere.
Die Produktionskosten beliefen sich auf etwa 1.389.000 RM. Der Film erhielt das staatliche Prädikat „künstlerisch wertvoll“.
Produzent Richard Riedel übernahm auch die Herstellungs- und Produktionsleitung. Carl L. Kirmse und Otto Gülstorff gestalteten die Filmbauten, Carl Heinz Grohnwald und Charlotte Klaus zeichneten für die Kostüme verantwortlich.

## Kritiken
Im Lexikon des Internationalen Films heißt es: „Eine schon zur Entstehungszeit verstaubte Geschichte, ohne Leben und Spannung umgesetzt.“